# Dictionnaire infernal
Le Dictionnaire infernal est l'œuvre majeure de Jacques Collin de Plancy, écrivain français (1794-1881). Il est l'auteur de nombreux ouvrages sur l'occulte, l'insolite et le fantastique.

## Histoire
Libre-penseur sous l'influence de Voltaire, Jacques Collin de Plancy est imprimeur-libraire à Plancy-l'Abbaye et à Paris. Entre 1830 et 1837, il réside à Bruxelles, puis en Hollande, et revient finalement en France après avoir abjuré ses erreurs et opéré un retour à la religion catholique.

Son œuvre la plus importante est son Dictionnaire infernal dont le titre intégral est : 

« Dictionnaire infernal ou Bibliothèque Universelle sur les êtres, les personnages, les livres, les faits et les choses, qui tiennent aux apparitions, à la magie, au commerce de l'enfer, aux divinations, aux sciences secrètes, aux grimoires, aux prodiges, aux erreurs et aux préjugés, aux traditions et aux contes populaires, aux superstitions diverses, et généralement à toutes les croyances merveilleuses, surprenantes, mystérieuses et surnaturelles. »

Publié pour la première fois en 1818 et scindé alors en deux tomes, le Dictionnaire infernal a connu six rééditions et de nombreux changements entre 1818 et 1863. Ce livre recense toutes les connaissances de l'époque concernant la (les) superstition(s) et la démonologie.
En 1822, une publicité disait de cet ouvrage : « Anecdotes du dix-neuvième siècle ou historiettes inédites, anecdotes récentes, traits et mots peu connus, aventures singulières, citations, rapprochements divers et pièces curieuses, pour servir à l'histoire des mœurs et de l'esprit du siècle où nous vivons comparé aux siècles passés. »

Influencé par Voltaire, Collin de Plancy dément dans un premier temps quantité de superstitions. Par exemple, il rassure ses contemporains quant aux tourments de l'enfer : 

« Nier qu'il y ait des peines et des récompenses après le trépas, c'est nier l'existence de Dieu ; puisqu'il existe, il doit être nécessairement juste. Mais comme personne n'a jamais pu connaître les châtiments que Dieu réserve aux coupables, ni le lieu qui les renferme, tous les tableaux qu'on nous en a faits ne sont que le fruit d'une imagination plus ou moins déréglée. Les théologiens devraient laisser aux poètes le soin de peindre l'enfer et non s'occuper avec acharnement d'effrayer les esprits par des peintures hideuses et des livres effroyables (p. 164). »

Mais le scepticisme de Collin de Plancy s'estompe avec le temps. À la fin des années 1830, il devient un catholique fervent. Il se convertit, modifie nombre de ses travaux accomplis dans le passé et remanie totalement son Dictionnaire Infernal, pour le mettre en conformité avec les canons de l’Église.
La sixième et dernière édition de 1863, édulcorée et agrémentée de nombreuses illustrations de Louis Le Breton gravées par M. Jarrault, soutient la thèse de l'existence des démons. Il termine d'ailleurs sa carrière en travaillant avec l'abbé Migne pour élaborer un Dictionnaire des sciences occultes ou Encyclopédie théologique, livre en faveur du catholicisme,.

Nombre d'articles écrits dans le Dictionnaire Infernal illustrent le tiraillement de l'auteur entre rationalisme, foi et crédulité, ce qui le pousse par exemple à admettre l'éventuelle efficience de la chiromancie et à réfuter la cartomancie : 

« Il est certain que la chiromancie, la physiognomie surtout, ont au moins cela de plausible, qu'elles tirent leurs prédictions de signes qui touchent, de traits qui distinguent et caractérisent, de lignes que l'on porte avec soi, qui sont l'ouvrage de la nature, et que l'on peut croire significatifs, puisqu'ils sont particuliers à chaque individu. Mais les cartes, ouvrages de l'homme, tout à fait étranger à l'avenir comme au présent, comme au passé, les cartes ne touchent en rien la personne qui les consulte. Pour mille personnes différentes elles auront le même résultat ; et vingt fois pour un même objet elles amèneront des pronostics divers (p. 82). »

## Extrait

### Au sujet des morts mangeant dans leurs tombes
« Les anciens croyaient que les morts mangeaient dans leurs tombeaux. On ne sait pas s'ils les entendaient mâcher ; mais il est certain qu'il faut attribuer à l'idée qui conservait aux morts la faculté de manger, l'habitude des repas funèbres qu'on servait de temps immémorial, et chez tous les peuples, sur la tombe du défunt. Dans l'origine, les prêtres mangeaient ce festin pendant la nuit, ce qui fortifiait l'opinion susdite ; car les vrais mangeurs ne s'en vantaient pas. Chez les peuples un peu décrassés, les parents mangèrent eux-mêmes le repas des funérailles. L'opinion que les spectres se nourrissent est encore répandue dans le Levant. Il y a longtemps que les Allemands sont persuadés que les morts mâchent comme des porcs dans leurs tombeaux, et qu'il est facile de les entendre grogner en broyant ce qu'ils dévorent. Philippe Rehrius, au XVIIe siècle, et Michel Raufft, au commencement du XVIIIe, ont même publié des Traités sur les morts qui mâchent dans leurs sépulcres. Ils disent qu'en quelques endroits de l'Allemagne, pour empêcher les morts de mâcher, on leur met dans le cercueil une motte de terre sous le menton ; ailleurs on leur fourre dans la bouche une petite pièce d'argent, et d'autres leur serrent fortement la gorge avec un mouchoir. Ils citent ensuite plusieurs morts qui ont dévoré leur propre chair dans leur sépulcre. On doit s'étonner de voir des savants trouver quelque chose de prodigieux dans des faits aussi naturels. Pendant la nuit qui suivit les funérailles du comte Henri de Salm, on entendit dans l'église de l'abbaye de Haute-Seille, où il était enterré, des cris sourds que les Allemands auraient sans doute pris pour le grognement d'une personne qui mâche ; et le lendemain, le tombeau du comte ayant été ouvert, on le trouva mort, mais renversé et le visage en bas, alors qu'il avait été inhumé sur le dos. On l'avait enterré vivant. On doit attribuer à une cause semblable l'histoire rapportée par Raufft, d'une femme de Bohème, qui en 1345 mangea, dans sa fosse, la moitié de son linceul sépulcral. Dans le dernier siècle, un pauvre homme ayant été inhumé précipitamment dans le cimetière, on entendit pendant la nuit du bruit dans son tombeau : on l'ouvrit le lendemain, et on trouva qu'il s'était mangé les chairs des bras. Cet homme, ayant bu de l'eau-de-vie avec excès, avait été enterré vivant. Une demoiselle d'Augsbourg étant tombée en léthargie, on la crut morte, et son corps fut mis dans un caveau profond, sans être couvert de terre. On entendit bientôt quelque bruit dans son tombeau ; mais on n'y fit pas attention. Deux ou trois ans après, quelqu'un de la famille mourut : on ouvrit le caveau, et l’on trouva le corps de la demoiselle auprès de la pierre qui en fermait l'entrée. Elle avait inutilement tenté de déplacer cette pierre, et elle n'avait plus de doigts à la main droite, qu'elle s'était dévorés de désespoir. »

— Jacques Collin de Plancy, « Massication », Dictionnaire infernal (1853), p. 334.

## Liste des démons duDictionnaire infernal

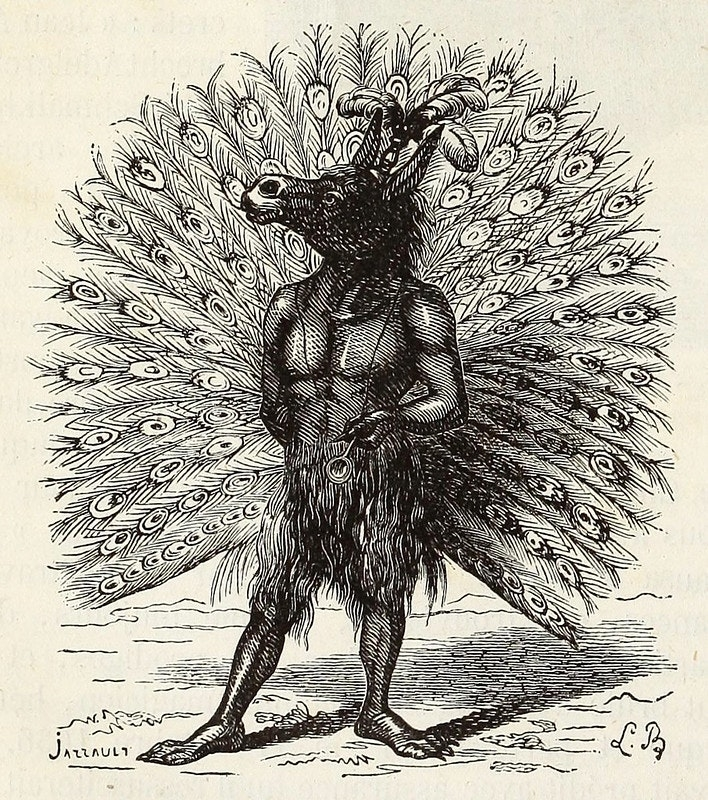
Adramelech
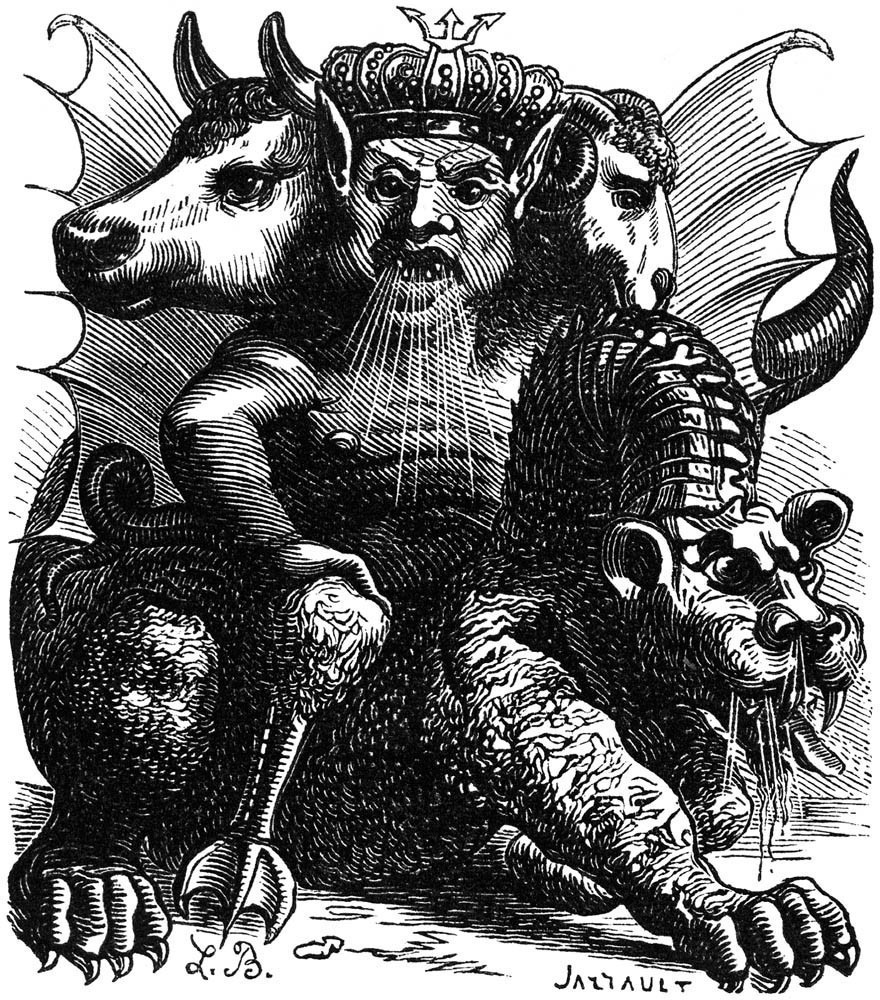
Asmodée
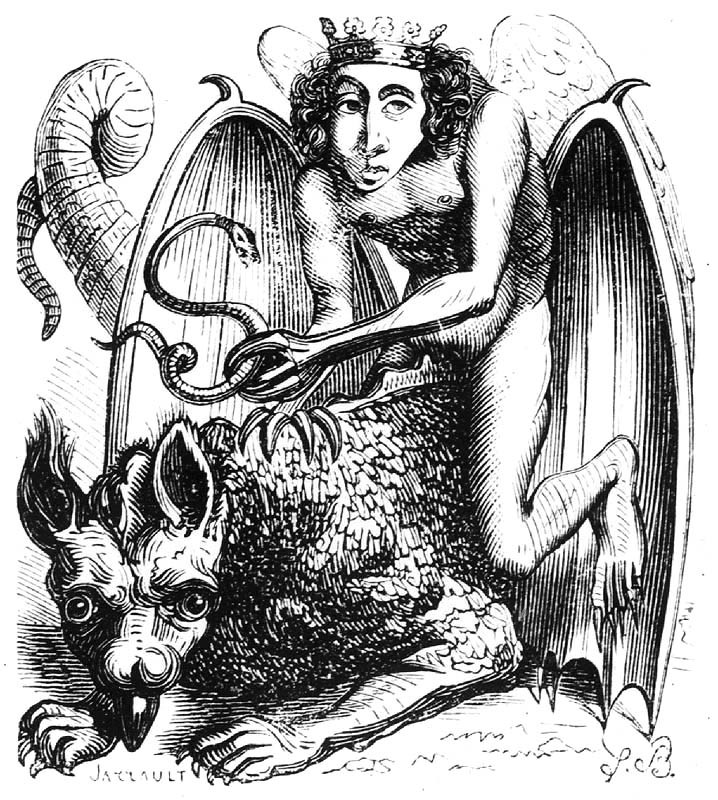
Astaroth
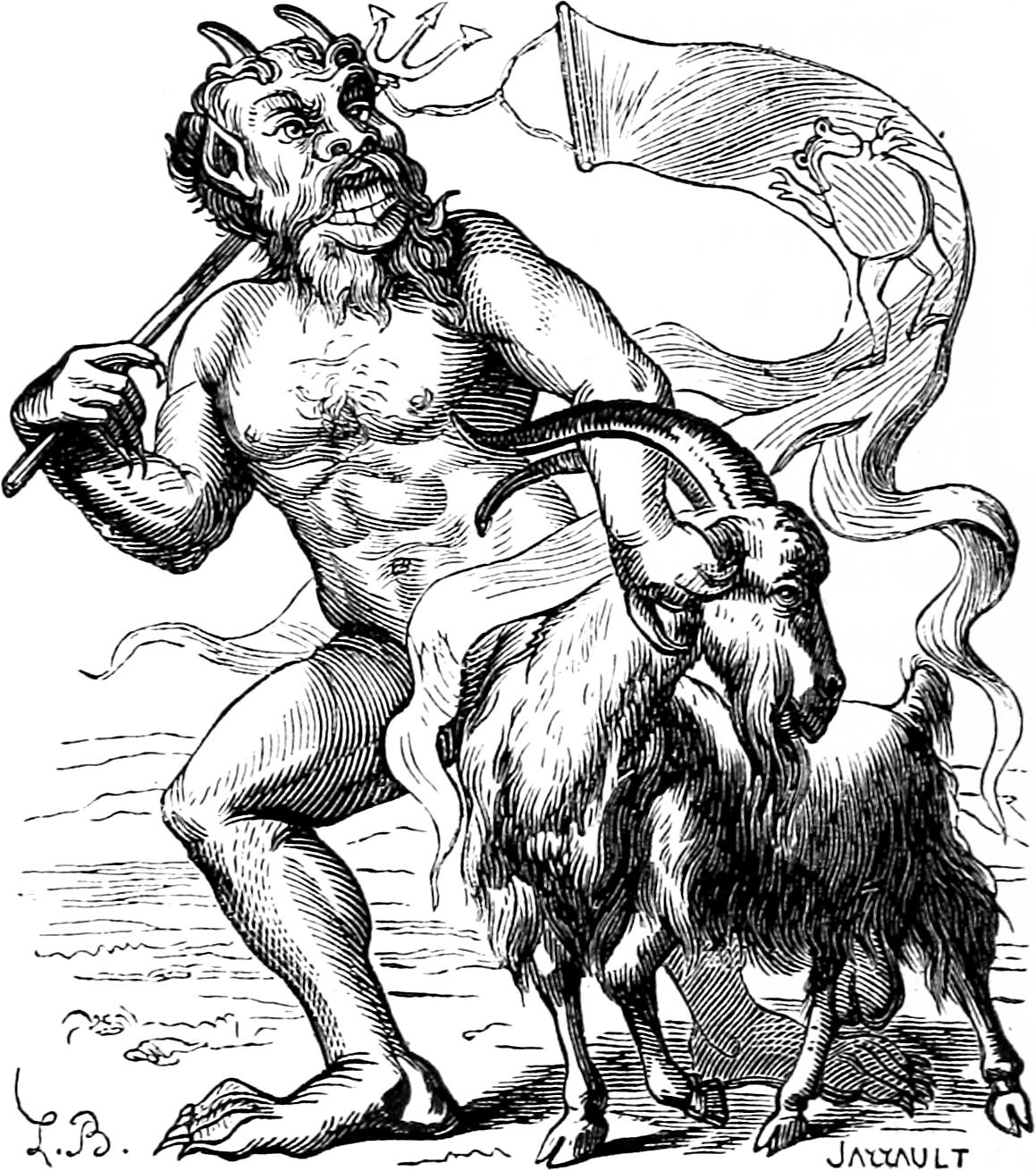
Azazel
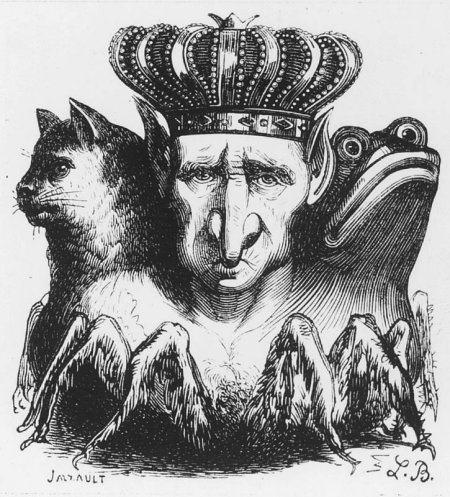
Bael
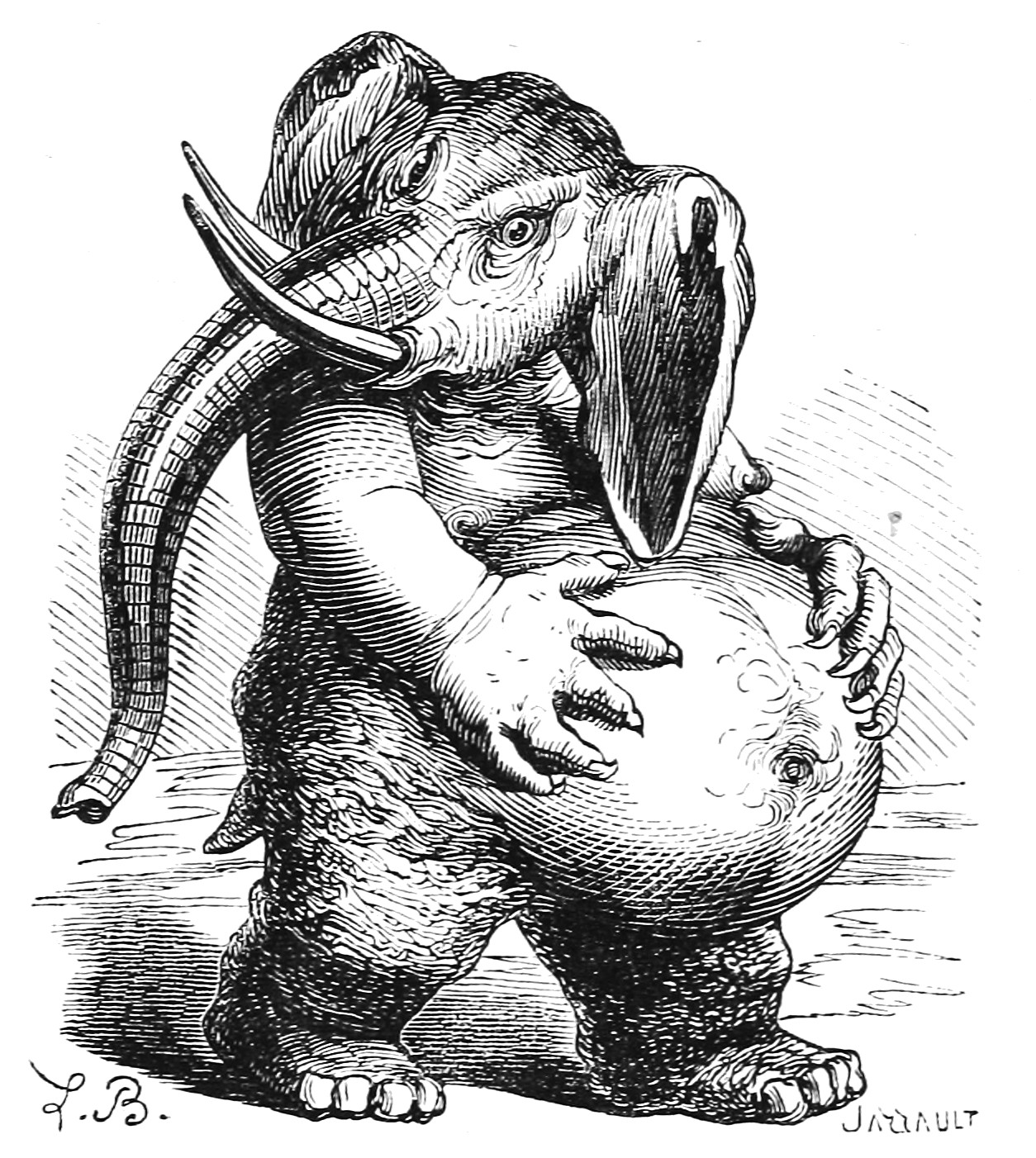
Béhémoth
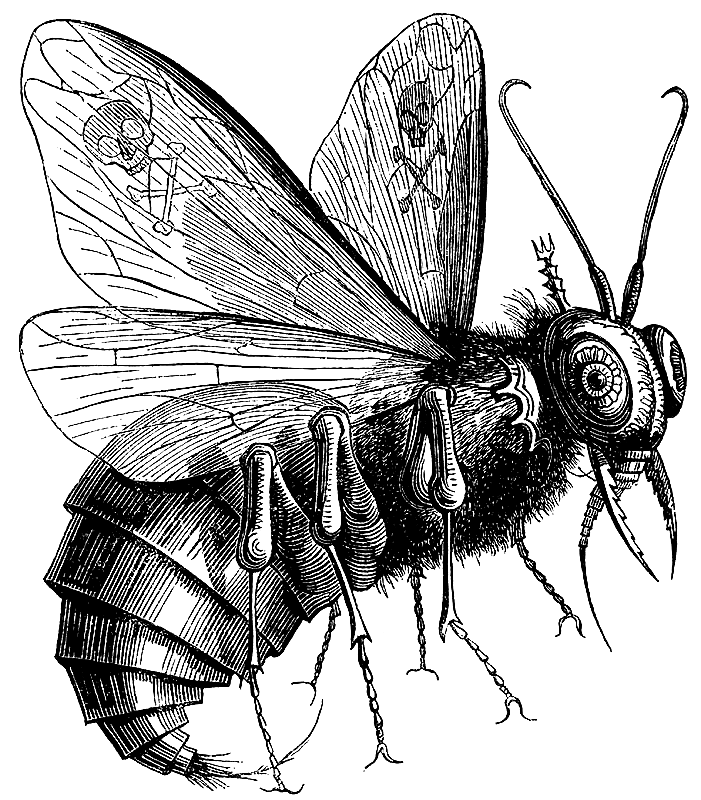
Belzebuth
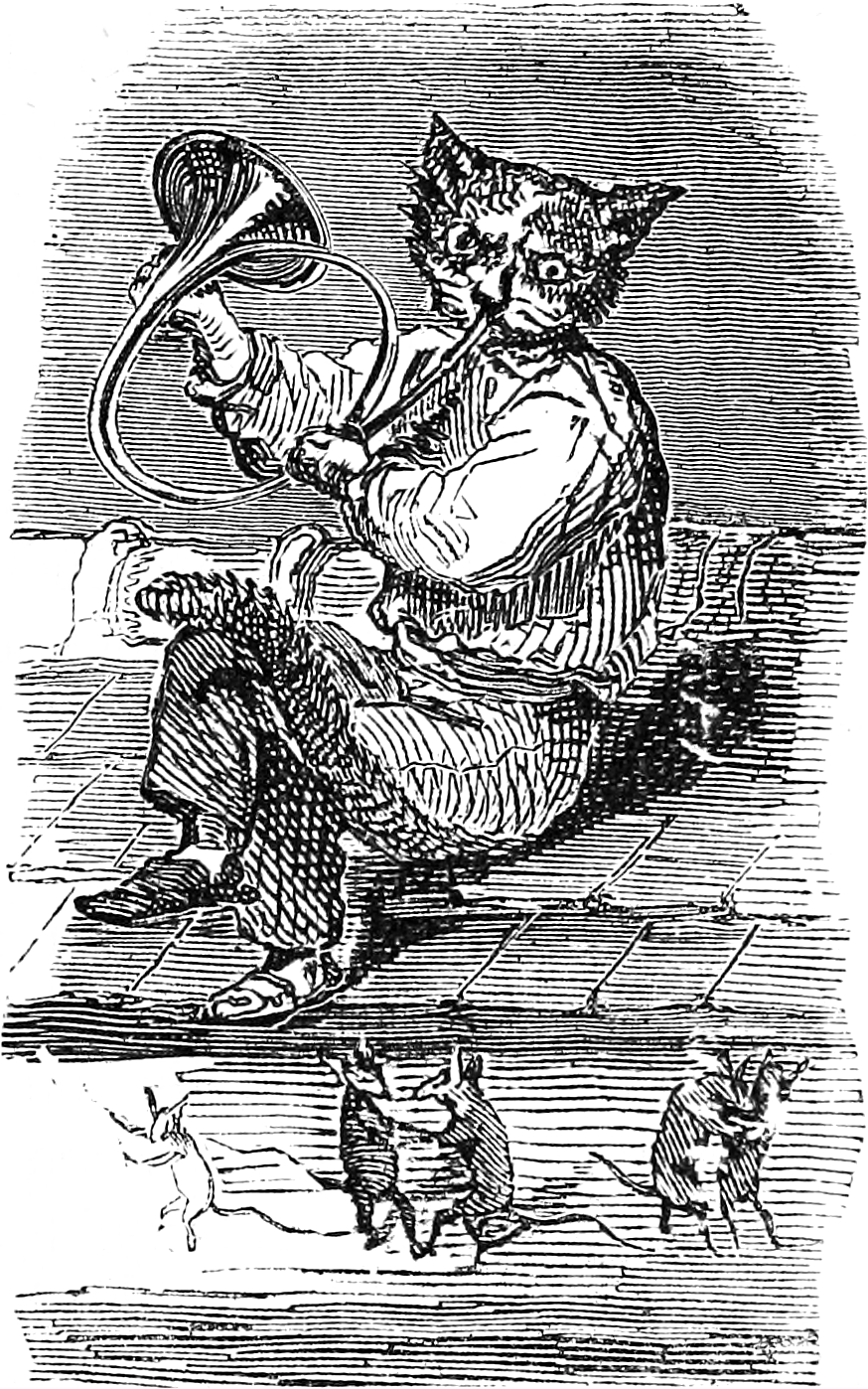
Byleth
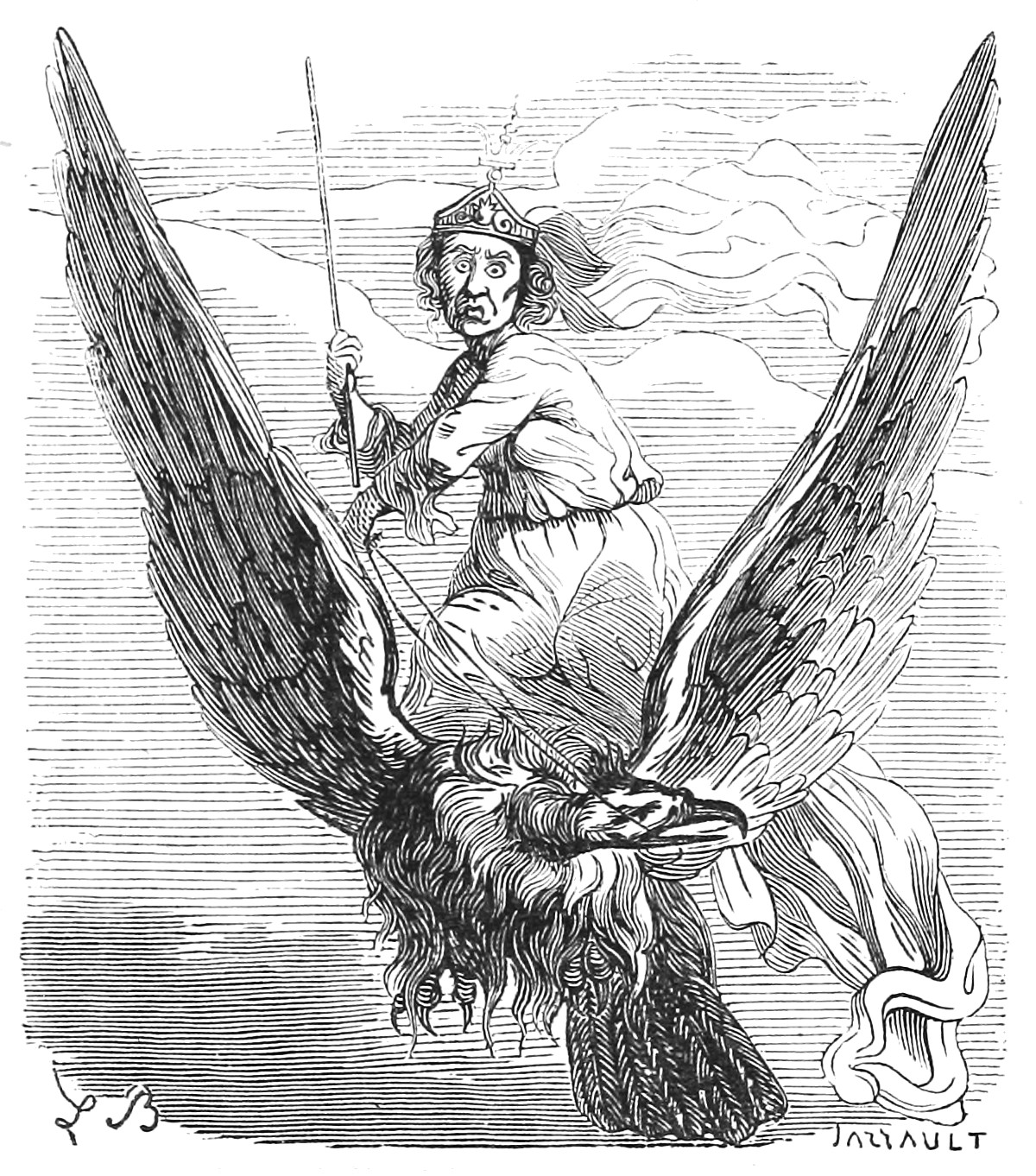
Flaga

1. Abigor ou Eligos
2. Abraxas / Abracas
3. Adramelech
4. Aguares
5. Alastor
6. Alocer
7. Amduscias
8. Amon
9. Andras
10. Asmodée
11. Astaroth
12. Azazel
13. Bael
14. Balan
15. Barbatos
16. Béhémoth
17. Belphégor
18. Belzebuth
19. Berith
20. Bhairava / Beyrevra
21. Buer
22. Byleth
23. Caacrinolaas
24. Cali
25. Caym
26. Cerbere
27. Deimos / Deumus
28. Eurynome
29. Flaga
30. Flavros
31. Forcas
32. Furfur
33. Ganga / Gramma
34. Garuda
35. Guayota
36. Gomory
37. Haborym
38. Ipes
39. Lamia
40. Lechies
41. Leonard
42. Lucifer
43. Malphas
44. Mammon
45. Marchosias
46. Melchom
47. Moloch
48. Nickar
49. Nybbas
50. Orobas
51. Paimon
52. Picollus
53. Pruflas / Busas
54. Rahovart
55. Ribesal
56. Ronwe
57. Scox
58. Stolas
59. Tap
60. Tornarsuk
61. Ukobach
62. Volac
63. Wall
64. Xaphan
65. Yan-gant-y-tan
66. Zaebos

## Éditions
Le Dictionaire Infernal a eu plusieurs versions au fil des ans avec des contenus variés.
- Dictionnaire Infernal, 1818 (première édition)
- Dictionnaire Infernal, 1825 (deuxième édition)
- Dictionnaire Infernal, 1826 (réédition de la deuxième édition)
- Dictionnaire Infernal, 1844 (troisième édition)
- Dictionnaire Infernal, 1845 (quatrième édition)
- Dictionnaire Infernal, 1853 (cinquième édition)
- Dictionnaire Infernal, 1863 (sixième édition avec des illustrations de Louis Le Breton)